# Sông Thị Tính
Sông Thị Tính (tên khác: Suối Bà Vã) là một con sông đổ ra Sông Sài Gòn. Sông Thị Tính chảy qua các tỉnh Bình Phước, Bình Dương .
Sông có chiều dài 74 km và diện tích lưu vực là 839 km².